# Aleksei Tsatévitx
Aleksei Tsatévitx   (Vérkhniaia Pixmà, 5 de juliol de 1989 - Vérkhniaia Pixmà, 8 d'abril de 2024) (en rus Алексей Владимирович Цатевич) (Vérkhniaia Pixmà, óblast de Sverdlovsk, fou un ciclista rus, professional des del 2011 i fins 2017. Del seu palmarès destaca Le Samyn de 2013 i una etapa de la Volta a Catalunya de 2016. El 2016 va disputar el Giro d'Itàlia. En la contrarellotge individual de la novena etapa va ser sancionat per no mantenir la distància respecte un altre ciclista. L'endemà l'equip Team Katusha el va retirar de la cursa.

## Palmarès
- 2007
  - 1r al Trofeu San Rocco
  - Vencedor d'una etapa al Trofeu Centre Morbihan
- 2008
  - 1r al Gran Premi Industria, Commercio e Artigianato di Castelfidardo
- 2011
  -  Campió de Rússia en critèrium
  - 1r al Gran Premi de la vila de Nogent-sur-Oise
  - Vencedor d'una etapa al Gran Premi Crédito Agrícola de la Costa Azul
  - Vencedor d'una etapa al Tour d'Alsàcia
  - Vencedor d'una etapa a la Volta a Bulgària
- 2013
  - 1r a Le Samyn
  - Vencedor d'una etapa a la Setmana Ciclista Llombarda
- 2016
  - Vencedor d'una etapa a la Volta a Catalunya

### Resultats al Giro d'Itàlia
- 2016. No surt (10a etapa)
- 2017. 121è de la classificació general